# Nycteris thebaica
Nycteris thebaica — вид рукокрилих родини Nycteridae. 

## Поширення
Широко розповсюджений по савані і прибережних зонах. Зустрічається в основному в країнах Африки на південь від Сахари; також в Марокко, Лівії, Єгипті (в основному вниз по долині річки Ніл, і на Синаї) і Близькому Сході (Ізраїль, Палестина і Йорданія). Висота: від рівня моря до 2000 м. Населяє вологі й сухі савани, краї пустель, посушливі кам'янисті ділянки та прибережні смуги. Спочиває протягом дня в печерах, шахтах, штольнях, отворах мурахоїда, тріщинах скель, водопропускних трубах під дорогами, дахах і дуплах дерев, як правило, у відкритому савановому рідколіссі. 

## Зовнішність
Хвіст довгий, вуха великі овальні. Хутро шовковисте і змінюється в кольорі від темно коричневого або світло-червонувато-коричневого до сірого рівномірного на спинній поверхні, з білою до білувато-сірого на череві. Помаранчева фаза була описана. Колір не слідує за місцезнаходженням, хоча тварини, що мешкають в посушливих районах світліші.

## Загрози та охорона
Руйнування середовища проживання і деградація впливають на вид. Може знаходитись в деяких охоронних територіях.